# Piauí
Piauí (wymowaⓘ [pjaˈwi]) – jeden z 26 stanów Brazylii, położony w Regionie Północno-Wschodnim. Od zachodu graniczy ze stanem Maranhão i Tocantins, od wschodu ze stanem Ceará i Pernambuco, na północy jest Ocean Atlantycki, a od południa stan Bahia.
Stolicą stanu jest Teresina, do 1852 roku rolę tę pełniło miasto Oeiras.

## Miasta
Największe miasta w stanie Piauí według liczby mieszkańców (stan na 2013 rok):
| L.p. | Miasto      | Liczba ludności |
| ---- | ----------- | --------------- |
| 1.   | Teresina    | 836 475         |
| 2.   | Parnaíba    | 148 832         |
| 3.   | Picos       | 76 042          |
| 4.   | Piripiri    | 62 542          |
| 5.   | Floriano    | 58 586          |
| 6.   | Campo Maior | 45 827          |
| 7.   | Barras      | 45 786          |
| 8.   | União       | 43 403          |